# 1913 год в науке
В 1913 году были различные научные и технологические события, некоторые из которых представлены ниже.

## События
- Эдмунд Гуссерль публикует «Идеи к чистой феноменологии и феноменологической философии», один из основных текстов феноменологии.
- 1 апреля — публикация первого номера французского научно-популярного журнала «Science et Vie».
- 11 июня — Фрейд публикует книгу «Тотем и табу» (нем. Totem und Tabu: Einige Übereinstimmungen im Seelenleben der Wilden und der Neurotiker).

## Достижения человечества

### Открытия
- Открыт и идентифицирован новый химический элемент Протактиний. В 1913 году Фаянс и Гёринг открыли в продуктах распада урана изотоп UX2 (234Pa) с периодом полураспада около 1 мин, первоначально названный из-за короткого времени жизни «бревием».
- Нильс Бор предложил полуклассическую модель атома (Боровская модель атома).
- Американский психолог Джон Уотсон (англ. John B. Watson) развивает свою теорию бихевиоризма.

### Изобретения
- Ханс Гейгер изобрёл счётчик Гейгера, способный измерять радиоактивность.
- Создана современная тушь для ресниц, её изобрёл химик Терри Л. Уильямс для его сестры Мэйбл.

## Награды
- Ломоносовская премия[1]:53-108
  - С. Г. Вилинский за исследования в русской литературе[2], А. Д. Григорьев за исследование фольклора[3].
- Нобелевские премии
  - Физика — Хейке Камерлинг-Оннес — «За исследования свойств вещества при низких температурах, которые привели к производству жидкого гелия».
  - Химия — Альфред Вернер — «За работу о природе связей атомов в молекулах в области неорганической химии».
  - Медицина и физиология — Шарль Рише — «В знак признания его работ по анафилаксии».

## Родились
См. также: Категория:Родившиеся в 1913 году
- 1 марта — Яков Гилелевич Пановко, учёный в области теоретической и прикладной механики (ум. в 2002).
- 26 марта — Пол Эрдёш, один из самых знаменитых математиков XX века, автор 1475 статей (ум. в 1996).
- 30 сентября — Нисбет, Роберт Александр, американский социолог (ум. в 1996).
- Ричард М. Гудвин[англ.] (1913-1996) - американский математик и экономист.

## Скончались
См. также: Категория:Умершие в 1913 году

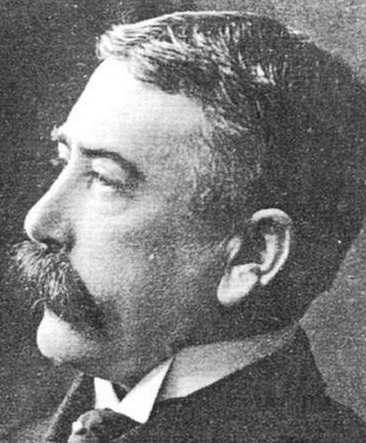
Фердинанд де Соссюр

- 22 февраля — Фердинанд де Соссюр (фр. Ferdinand de Saussure), швейцарский лингвист, создатель Женевской лингвистической школы и структурализма, один из самых влиятельных гуманитарных учёных XX века (род. 1857).
- 9 марта — Христоф Эберхард Нестле, немецкий протестантский богослов, лингвист и педагог[4]
- 8 апреля — Модесто Домингес Эрвелья (род. 1827), галисийский учёный, математик и инженер.
- 15 мая — Адольф Вармунд, австрийский и немецкий востоковед и педагог[5].
- 28 мая — Джон Леббок, английский энтомолог, мирмеколог, археолог, политик.
- 13 июня – Отто Ельт, финский патолого-анатом. Историк медицины
- 25 июля — Макс Финчгау (род. 1832), австрийский медик, физиолог; доктор медицины; член Леопольдины[6].
- 12 сентября — Иван Владимирович Цветаев, историк, археолог, филолог и искусствовед, член-корреспондент Петербургской Академии наук, профессор Московского университета, создатель и первый директор Музея изящных искусств в Москве (ныне Музей изобразительных искусств имени А. С. Пушкина); отец Марины и Анастасии Цветаевых (род. 1847).
- 29 сентября — Рудольф Дизель (нем. Rudolf Christian Karl Diesel), немецкий инженер и изобретатель, создатель дизельного двигателя (род. 1858).
- 9 октября – Робинсон Эллис, британский учёный, филолог-классик, член Британской академии.
- 22 октября — Жюст Лукас-Шампионьер, французский учёный, врач-хирург. Один из основоположников французской антисептики (ум. 1843).
- 7 ноября — Альфред Рассел Уоллес — видный британский натуралист, путешественник, географ, биолог и антрополог (ум. 1823).
- 18 ноября — Всеволод Фёдорович Миллер, русский филолог, фольклорист, языковед, этнограф и археолог (род. 1848).